# Monodora
Monodora es un género de plantas fanerógamas perteneciente a la familia de las anonáceas.

## Distribución
El área de distribución nativa de este género se extiende desde África ecuatorial hasta África austral.

## Taxonomía
El género fue descrito por Michel Félix Dunal y publicado en Monographie de la famille des Anonacées 55, 79, en 1817.

#### Etimología
Monodora: nombre genérico que se deriva de la combinación de dos palabras; del vocablo griego μόνος (monos); "uno, único, solamente", y del también vocablo griego δῶρον (doron); "obsequio, regalo"; "regalo único", en referencia a la única flor que crece en cada pedúnculo en las especies del género.

## Especies
Comprende 14 especies y 2 subespecies aceptadas:
- Monodora angolensis Welw., 1859
- Monodora carolinae Couvreur, 2006
- Monodora crispata Engl., 1899
- Monodora globiflora Couvreur, 2006
- Monodora grandidieri Baill., 1868
- Monodora hastipetala Couvreur, 2006
- Monodora junodii Engl. y Diels, 1889
  - Monodora junodii var. junodii
  - Monodora junodii var. kathyae, Lötter y Deroin, 2018
- Monodora laurentii De Wild., 1909
- Monodora minor Engl. y Diels, 1909
- Monodora myristica (Gaertn.) Dunal, 1817
- Monodora stenopetala Oliv., 1868
- Monodora tenuifolia Benth., 1860
- Monodora undulata (P.Beauv.) Couvreur, 2008
- Monodora zenkeri Engl., 1899